# Pascal Feindouno
Pascal Feindouno (Conakry, 27 febbraio 1981) è un ex calciatore guineano, di ruolo attaccante.

## Carriera

### Club

#### Bordeaux e Lorient
Nato a Conakry, in Guinea, Feindouno inizia a giocare a calcio in alcune squadre locali come il Kamsar e l'Hirondelles, prima di essere prelevato dal Bordeaux nel luglio 1998. Nel 1999 realizza il gol decisivo all'ultima giornata che regala ai Girondini la vittoria del Campionato francese 1998-1999.
Rimane a Bordeaux per altre due stagioni, fino a quando nel 2001 viene prestato al Lorient con cui si aggiudica la Coppa di Francia 2001-2002 in finale contro il Bastia.
Tornato alla base, disputa ancora due annate da titolare col Bordeaux, collezionando fino al 2004 più di 100 presenze e 21 reti in campionato.

#### Saint-Étienne
Per la stagione 2004-2005 viene acquistato dal Saint-Étienne. Divenuto presto un punto di riferimento dell'attacco dei Verts, nell'estate 2007 molti club europei sono interessati al guineano. Nel maggio 2007 e nel gennaio 2008 il giocatore manifesta l'interesse di accasarsi ai Rangers, squadra scozzese dove milita l'amico ed ex compagno di squadra al Lorient Jean-Claude Darcheville. Già nell'ottobre 2007 venne riportato che anche l'allenatore del Liverpool Rafael Benítez si era interessato a Feindouno.

#### In Medio Oriente
Il 24 settembre 2008 il guineano si trasferisce per 7 milioni di euro in Qatar, all'Al-Sadd, con cui firma un contratto quadriennale. Dopo un solo anno si trasferisce all'Al-Rayyan per un prestito annuale. Il 29 gennaio 2010 gioca tre mesi in prestito in Arabia Saudita, all'Al-Nassr.

#### Ritorno in Europa
Nella finestra estiva di calciomercato 2010, alcuni club di Premier League come Everton, Blackburn e Bolton si dichiarano interessati al giocatore ma senza avanzare richieste concrete. L'11 dicembre 2010 anche il Celtic tenta di acquistare l'attaccante, proponendogli £10.000 a settimana.
Nel febbraio 2011 decide alla fine di tornare in Ligue 1, accasandosi al Monaco, dopo essere stato vicino al Celtic e al Wigan. A fine stagione, dopo sole 5 presenze in campionato, lascia i monegaschi retrocessi in Ligue 2 e il 22 giugno 2011 si accorda con gli svizzeri del Sion. Abbandona tuttavia il club dopo qualche mese, nel gennaio 2012, in seguito alla penalizzazione di 36 punti inflitta dall'Associazione Svizzera di Football al Sion per aver schierato giocatori non idonei.
Nel luglio 2012 viene acquistato dai turchi dell'Elazığspor, con cui rimane fino al febbraio 2013. Nell'aprile 2013 ritorna in Guinea, al Kaloum Star, dove rimane per quattro mesi.

#### Losanna e ultime esperienze
Il 30 agosto 2013 approda al Losanna, firmando un contratto che lo lega alla squadra vodese fino alla fine dell'anno.
Nel settembre 2014 si aggrega all'Hassania Agadir, in Marocco, fino al febbraio 2015. Rimasto svincolato, il 17 novembre 2015, insieme al figliastro Abdoul Karim Sylla, firma un contratto col Sedan. Il 2 dicembre 2015, in seguito a delle analisi cardiache, deve rinunciare tuttavia all'attività agonistica per delle anomalie riscontratesi in un'arteria. Due giorni dopo sembra vicino ad un accordo con i congolesi del Mazembe, senza mai però scendere in campo.
Nel maggio 2016, ancora assieme al figliastro Sylla, gioca le ultime partite in carriera con l'Atlantas, in Lituania.

### Nazionale
L'8 aprile 2000 Feindouno ha modo di esordire e segnare la sua prima rete con la Guinea nel match di qualificazione ai Mondiali 2002 pareggiato 4-4 contro l'Uganda. Con la sua Nazionale ha disputato poi la Coppa d'Africa 2004 in Tunisia, dove la Guinea viene eliminata ai quarti di finale dal Mali. Il giocatore è stato inoltre convocato per la stessa manifestazione nelle edizioni del 2006, 2008 e 2012.
Dopo 80 presenze (primato assoluto per la Guinea) ed essere stato anche capitano, il 6 giugno 2017 gioca a Blida la sua ultima partita con gli Elefanti nazionali contro l'Algeria (incontro perso 1-2).

## Palmarès

### Club

#### Competizioni nazionali
- Campionato francese: 1

Bordeaux: 1998-1999
- Coppa di Francia: 1

Lorient: 2001-2002